# Squatinella cirrata
Squatinella cirrata is een raderdiertjessoort uit de familie Lepadellidae. De wetenschappelijke naam van deze soort is voor het eerst geldig gepubliceerd in 1773 door Müller.